# Бай (народ)

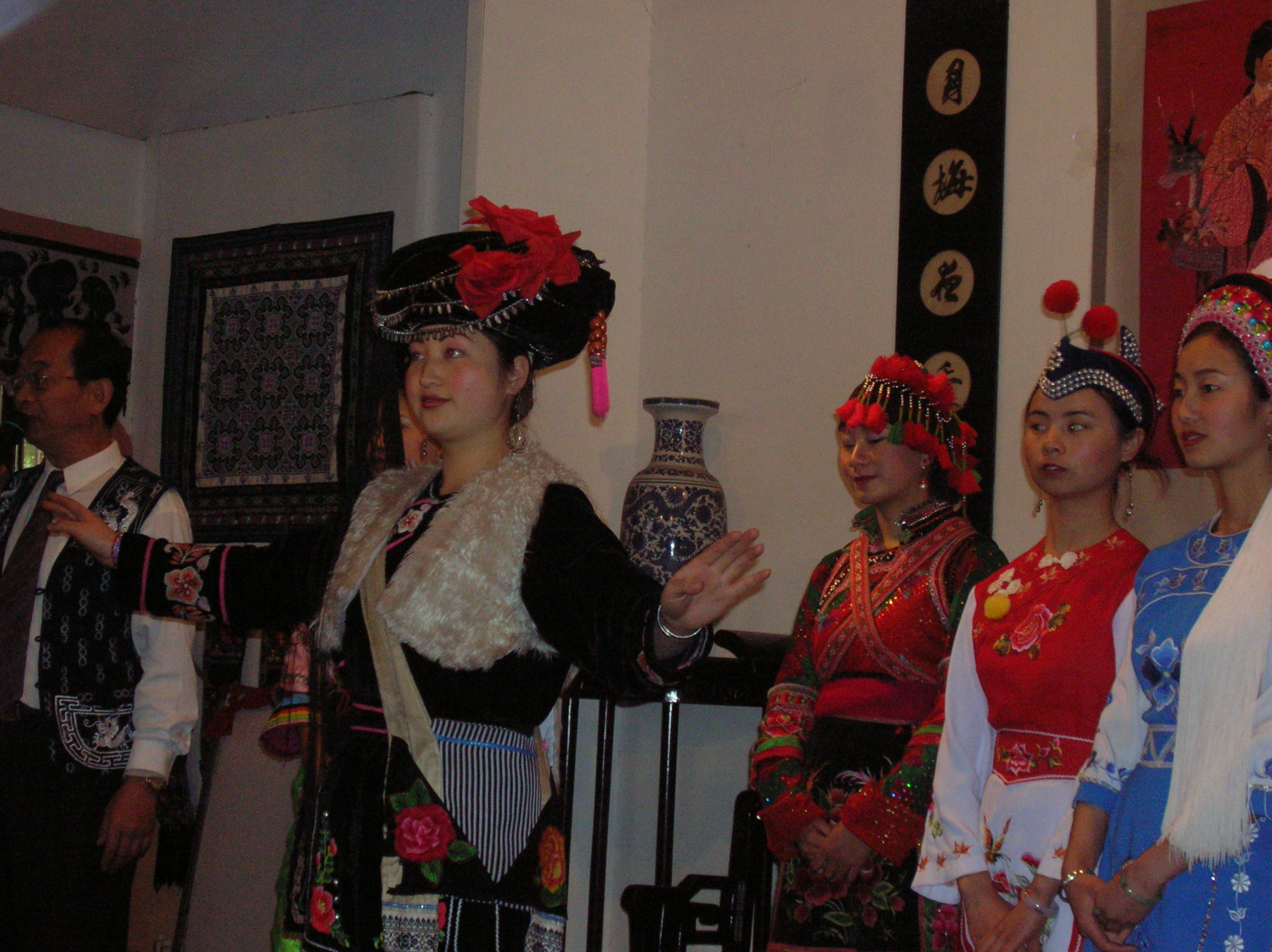
Байская женщина, одетая в национальный костюм

Бай (самоназв. bairt‧zix [pɛ42‧tsi33 пэ-ци]; кит. упр. 白族, пиньинь báizú — «белые люди»; до 1956 китайское название — миньцзя; на языке лису — лэмо, на языке наси — нама) — народ на юго-западе Китая. Численность 1 933 510 человек (2010, перепись). 85 % живут в автономном округе Дали народности бай, в соседних уездах провинции Юньнань, а также Сычуань, Хунань и Гуйчжоу. Входят в 56 официально признанных национальностей Китая.

## Язык
Язык бай — предположительно, один из рано отделившихся китайских языков, испытавший влияние тибето-бирманских языков; по мнению некоторых исследователей, относится к тибето-бирманским языкам. В 1950-е годы создана письменность на основе латинской графики. Распространён также китайский язык.

## Религия
Верующие в основном буддисты (махаяна), распространён также даосизм. Помимо данных религий распространён культ деревенских божеств. Те представители народа бай, кто пишет о своём этносе, характеризуют поклонение деревенским божествам как неотъемлемую часть байской культуры. Однако большинство простых людей данной народности, деревенские жители, не считают поклонение определённым деревенским божествам особенностью их этноса, а связывают с локальностью.

## История
По мнению российских учёных[кого?], бай — потомки китайских солдат, осевших здесь в III веке до н. э. В VIII—X веке входили в состав государства Наньчжао, которое с VII века по 902 г. занимало доминирующее положение в юго-западном регионе Китая и в котором предки бай являлись основной этнической культурной элитой. В X—XIII веке — Дали, в эпоху Мин (XIV—XVII век) их территория окончательно вошла в состав Китая.

## Культура
Традиционная культура типична для народов Восточной Азии. Занимаются пашенным земледелием (на равнинах — заливной рис, таро, сахарный тростник, хлопок, конопля, чай, в горах — суходольный рис, ячмень, гречиха), скотоводством (знаменита местная порода лошадей). Развиты резьба по мрамору, работы по серебру и лаку.
Крестьяне народа бай в целом не отличаются по внешнему виду, физическим способностям, поведению или обычаям от других сельских представителей китайских этнических групп в регионе.
Характерны каркасное с сырцовыми или глинобитными стенами, обычно двухэтажное, жилище, окружённое галереей, праздничные короткие накидки из войлока и шкур. До середины XX века сохранялись совместное проживание родственных семей, общинная собственность на землю, кросскузенный брак, многожёнство. На основе песенного и танцевального фольклора сформировался местный вариант музыкальной драмы. Бытуют вера в духов гор, солнца, грома, деревьев и др., шаманизм.